# Erdal İnönü
Erdal İnönü (* 6. Juni 1926 in Ankara; † 31. Oktober 2007 in  Houston, Texas) war ein türkischer Physiker und Politiker. Von März bis Oktober 1995 war er Außenminister der Türkei.

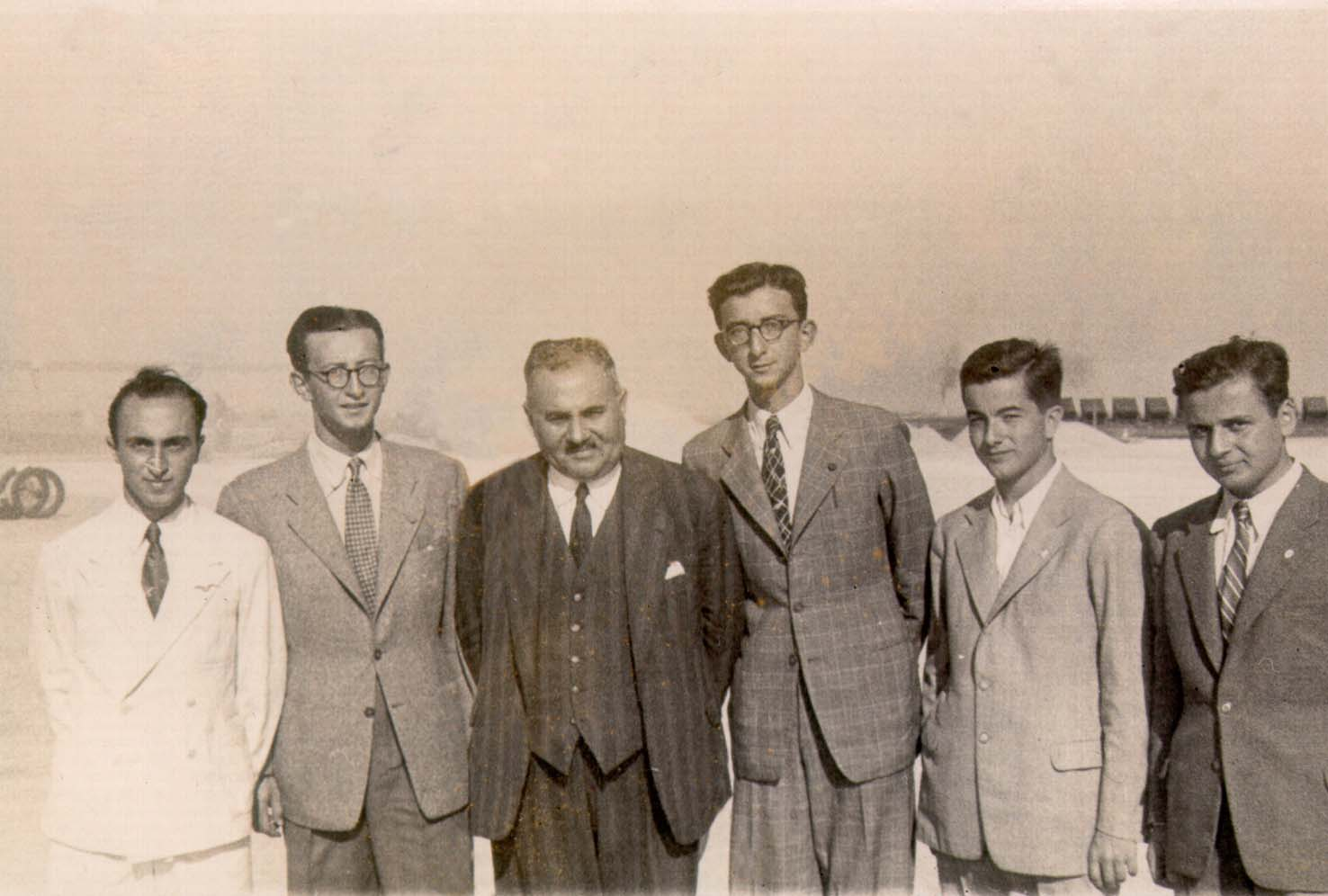
Erdal İnönü (3. von rechts)

## Leben
Erdal İnönü war der Sohn von İsmet İnönü (* 1884; † 1973) und Mevhibe İnönü (* 1897; † 1992). Das Ehepaar hatte außer Erdal einen weiteren Sohn und eine Tochter.
İnönü absolvierte die Grund- und Mittelschule und die weiterführende Schule in Ankara, studierte an der Universität Ankara und promovierte 1951 am California Institute of Technology. Sein bekanntester Beitrag zur theoretischen Physik ist die Methode der İnönü-Wigner-Kontraktionen (Gruppen-Kontraktionen) von 1953 zusammen mit Eugene Wigner, die Beziehungen zwischen Lie-Algebren aufstellen. Von 1964 bis 1974 war er Physikprofessor an der METU in Ankara. Später war er auch dort Dekan und Mitglied im Rektorat der Universität. Von 1974 bis 1983 war er Physikprofessor an der Boğaziçi-Universität in Istanbul. İnönü hatte auch Ämter bei der NATO und der UNESCO inne.
Ab 1983 betätigte sich İnönü in der türkischen Politik und war Mitgründer der Sosyal Demokrasi Partisi. Die SODEP fusionierte mit der Halkçı Parti zur Sozialdemokratischen Populistischen Partei (SHP). Am 30. Mai 1986 trat er die Nachfolge von Aydın Güven Gürkan als Vorsitzender der SHP an, die er bis zum 11. September 1993 führte. Sein Nachfolger wurde Murat Karayalçın.
Bei Nachwahlen 1986 wurde İnönü Abgeordneter des  Wahlbezirkes İzmir. 1987 wurde das Mandat in der turnusmäßigen Wahl bestätigt. 1991 bildete die SHP mit der DYP eine Koalitionsregierung, in der İnönü Vize-Ministerpräsident und Staatsminister war. 1993 fusionierte die SHP diesmal mit der CHP. Im Jahr 1995 wurde İnönü zum Außenminister ernannt und übte dieses Amt von März bis Oktober 1995 aus.
İnönü starb am 31. Oktober 2007 in Houston.